# Andreï Svetchine
Andreï Svetchine ou André Svetchine, est un architecte français d'origine russe né le 22 janvier 1912 à Saint-Pétersbourg et mort le 19 février 1996 à Nice. Il a été élève aux Arts décoratifs de Nice. 
En 2010, son fils, l'architecte Luc Svetchine publie aux éditions Gilletta une monographie André Svetchine, regard d'un architecte sur son œuvre préfacée par l'architecte Rudy Ricciotti présentant le parcours professionnel, les rencontres et les influences stylistiques d'André Svetchine.

## Œuvres
- Villas de Marc Chagall à Saint-Jean-Cap-Ferrat (1949) puis à Saint-Paul-de-Vence (1964-1966)
- Moulin à Mougins (1951-1952) pour Raymonde Zehnacker, proche collaboratrice de Christian Dior
- Château de La Colle Noire à Montauroux pour Christian Dior (1955-1957)
- Le musée Fernand Léger à Biot (1957-1960)
- Villa du brasseur Heineken au cap d'Antibes (1965-1966)
- L'Oustaou Quiet au cap d'Antibes[2], en collaboration avec François Spoerry pour l'industriel mulhousien Pierre Thierry-Mieg (apparenté à la famille Peugeot].

## Restaurations
- La Colombe d'Or à Saint-Paul-de-Vence (1949-1950)
- La cathédrale orthodoxe de Nice